# Àmfora de Míkonos

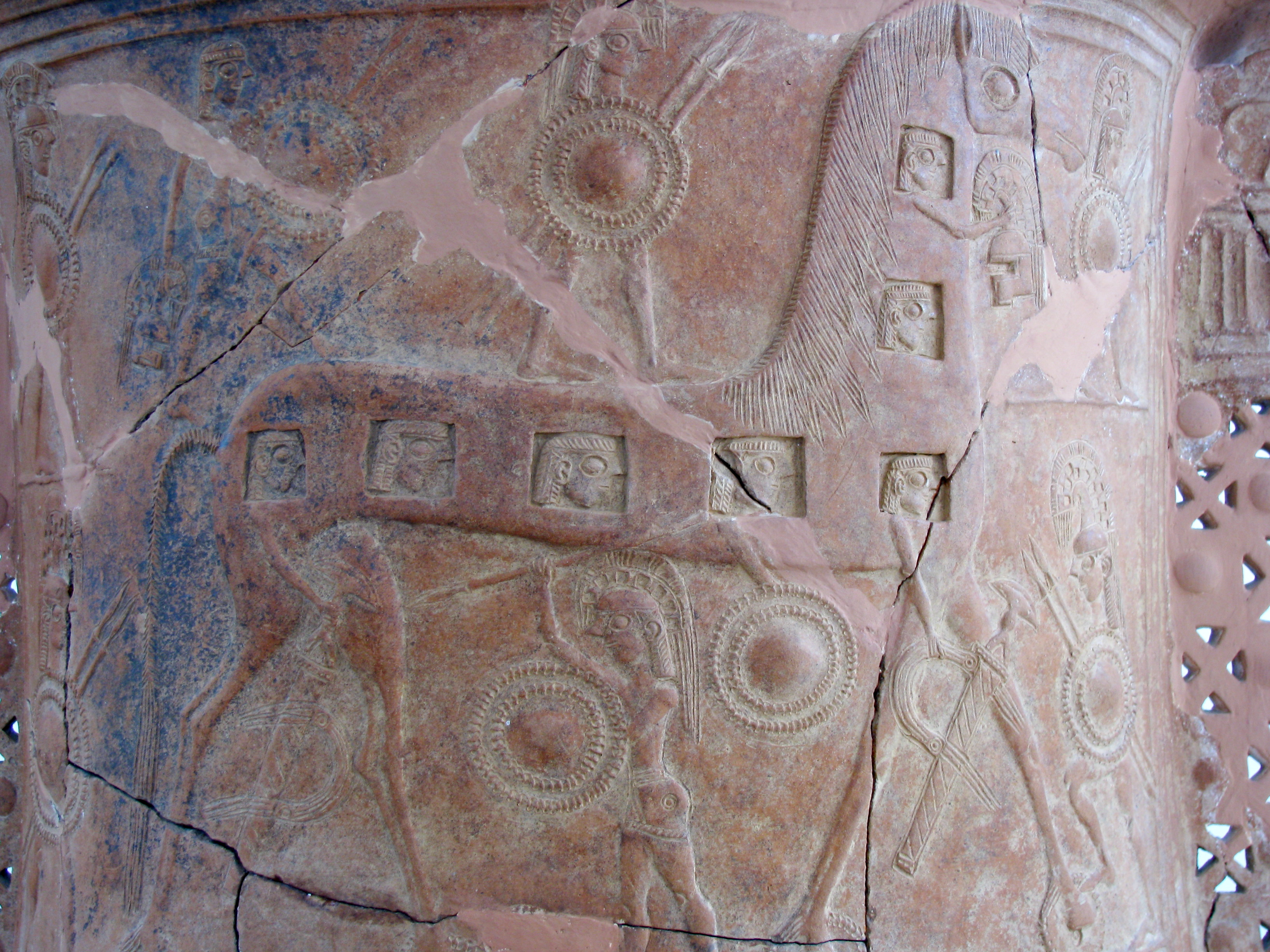
Detall que mostra la representació més antiga coneguda del cavall de Troia. (Noteu els guerrers que treuen el cap a través dels ulls de bou al costat del cavall.)

L'àmfora de Míkonos és un pithos, i l'objecte més antic datat (de l'època arcaica, ca. 670 aC) que mostra el cavall de Troia durant la guerra de Troia. Es va trobar el 1961 a Míkonos, Grècia, d'on rep el nom, per un habitant del lloc.